# 西利·G·穆德化学楼
西利·G·穆德化学楼（英語：Seeley G. Mudd Chemistry Building）是一座化学实验室兼教学楼，位于美国纽约州波基普西的瓦萨学院内。这座后现代主义建筑面积约为42,000平方英尺（3,900平方），地处于其他一系列科学楼的最北端、瓦萨兄弟实验室的旧址上。穆德化学楼于1984年建成，建设资金由一个基金为学院提供，该基金根据加州心脏病专家和教授西利·G·穆德的遗嘱设立，耗资720万美元。它取代了桑德斯化学厅。此外，化学楼还包含了许多环保节能的设计元素，尤其是块状玻璃幕墙，建筑设计师希望可以在这些玻璃的帮助下为建筑物间接供暖。化学楼开放后得到了正面评价，评论家们认为它的构造方式对附近的旧建筑是一种补充。但到了2015年，研究报告认为该建筑的许多方面状况不佳。2016年4月，穆德化学楼被拆除，随后它被开放的绿地所取代。

## 历史

### 背景
建于1880年的瓦萨兄弟实验室是瓦萨学院的首个化学楼，位于波基普西内，距离瓦萨学院的主建筑约500英尺（150）。该实验室曾是美国女子学院的首个独立化学建筑。29年后（1938年），尤因（Ewing）和查普尔（Chapelle）设计的桑德斯化学馆取代了该实验室。
1981年，西利·G·穆德基金赠予瓦萨学院130万美元用以建设新化学楼。穆德是南加州大学凯克学院和其他许多美國西岸学校的一名心脏病专家、教授和受托人，生于加利福尼亚州。在一生中，穆德向高等教育机构捐赠了1000多万美元，他于1968年去世时进一步拨款4400万美元用于大学建筑的施工，并要求接受拨款的机构至少将一半的资金用于研究项目中。此外，在所有获得资助的建筑物上都必须醒目地写上他的名字。化学楼建设成本的最初估算为450万美元；1984年，这个估计增加至650万美元。而当建设计划完成时，用于化学楼建设的成本最终达到了720万美元。

### 施工
1982年10月8日，新化学楼在瓦萨学院院长弗吉尼亚·B·史密斯主持的奠基仪式上破土动工。史密斯原决定让工程师弗雷德·杜宾（Fred Dubin）来帮助瓦萨学院建造一座更加环保的化学楼。随着设计的进行，她认为需要聘请其他建筑师与杜宾一起设计建筑。因此，她选中了波士顿的佩里·迪恩·罗杰斯建筑事务所加入到了化学楼的建设之中。化学楼以捐款人穆德的名字命名为西利·G·穆德化学楼，在原先瓦萨兄弟实验室的所在地建造。杜宾原本想将新化学楼建在桑德斯物理楼的南侧，但由于与莎士比亚花园距离过近等原因，有关人员认为这并不可行。该建筑随后被改建在了桑德斯化学厅（后改名为桑德斯教学楼）的西南侧，与新英格兰大楼和桑德斯建筑们组成了一个四边形。虽然穆德化学楼建立在桑德斯物理楼的对面，但它与物理楼的中轴线并不重合，两者间有3英尺（0.91）的偏差。扎尔达斯塔尼联合公司（Zaldastani Associates）负责设计该项目的结构工程；W·J·巴尼有限公司（W. J. Barney Corporation）则是建设计划的总承包商。

### 拆除

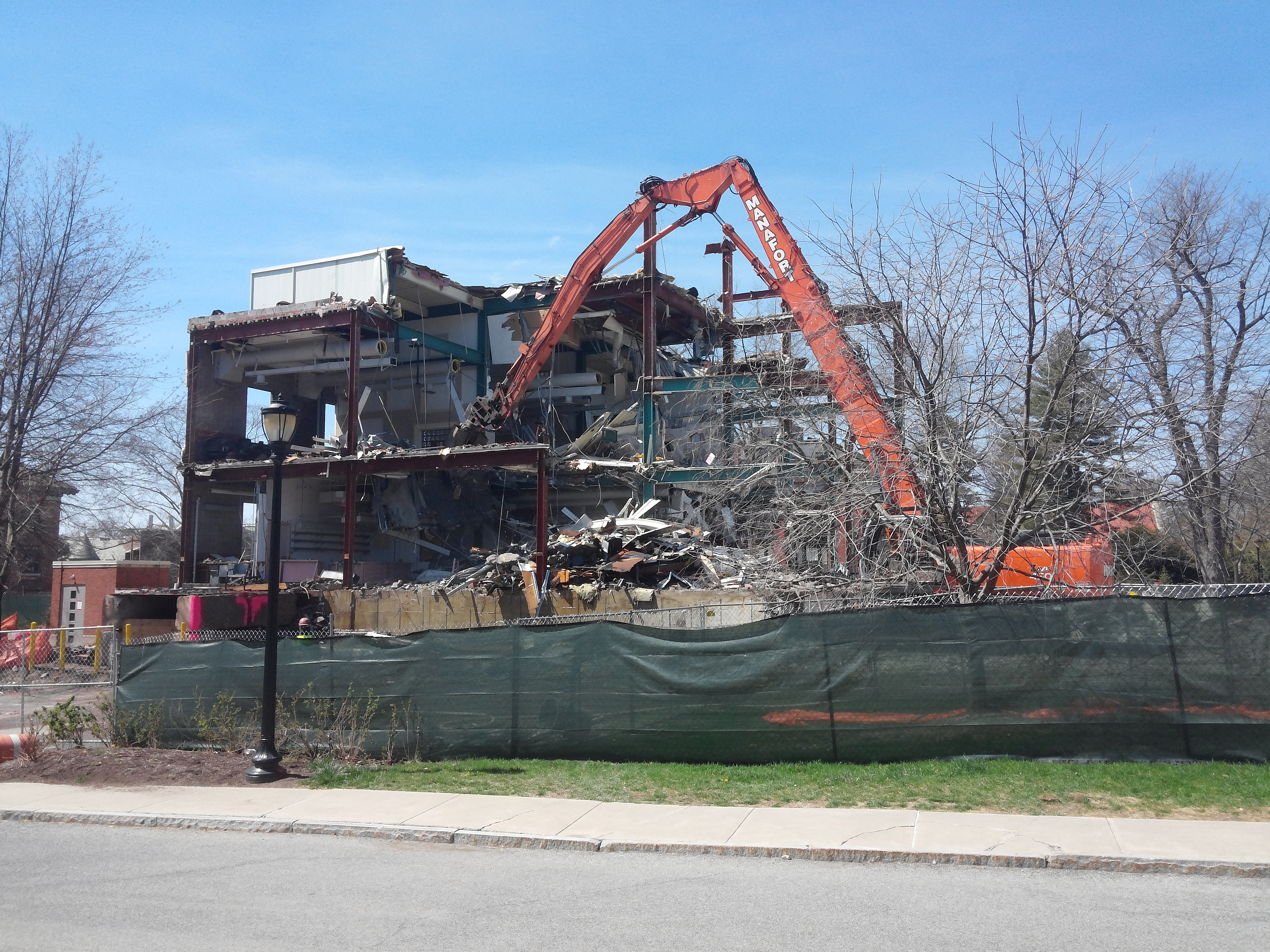
2016年4月，穆德化学楼被拆除

尽管穆德化学楼是瓦萨学院最新的学术建筑，普拉特·布亚德·多弗尔·怀特建筑事务所（Platt Byard Dovell White Architects）于2007年发布的报告中声称大楼的许多组成部分状态不佳。瓦萨学院决定组织新的建筑整修计划——科学中心项目，依据项目内容穆德化学楼将于2016年春拆除，并建造实验科学桥梁大楼，以及翻修新英格兰大楼、桑德斯物理楼和奥姆斯泰德会堂。瓦萨学院的化学系于2015年夏开始建设实验科学桥梁大楼，穆德化学楼随后被拆除。外立面结构、窗户和室内墙壁于2016年4月22日被捣毁，建筑框架此后也被拆除。建筑废墟随后被清除，为开放绿地所替代。

## 建筑特点

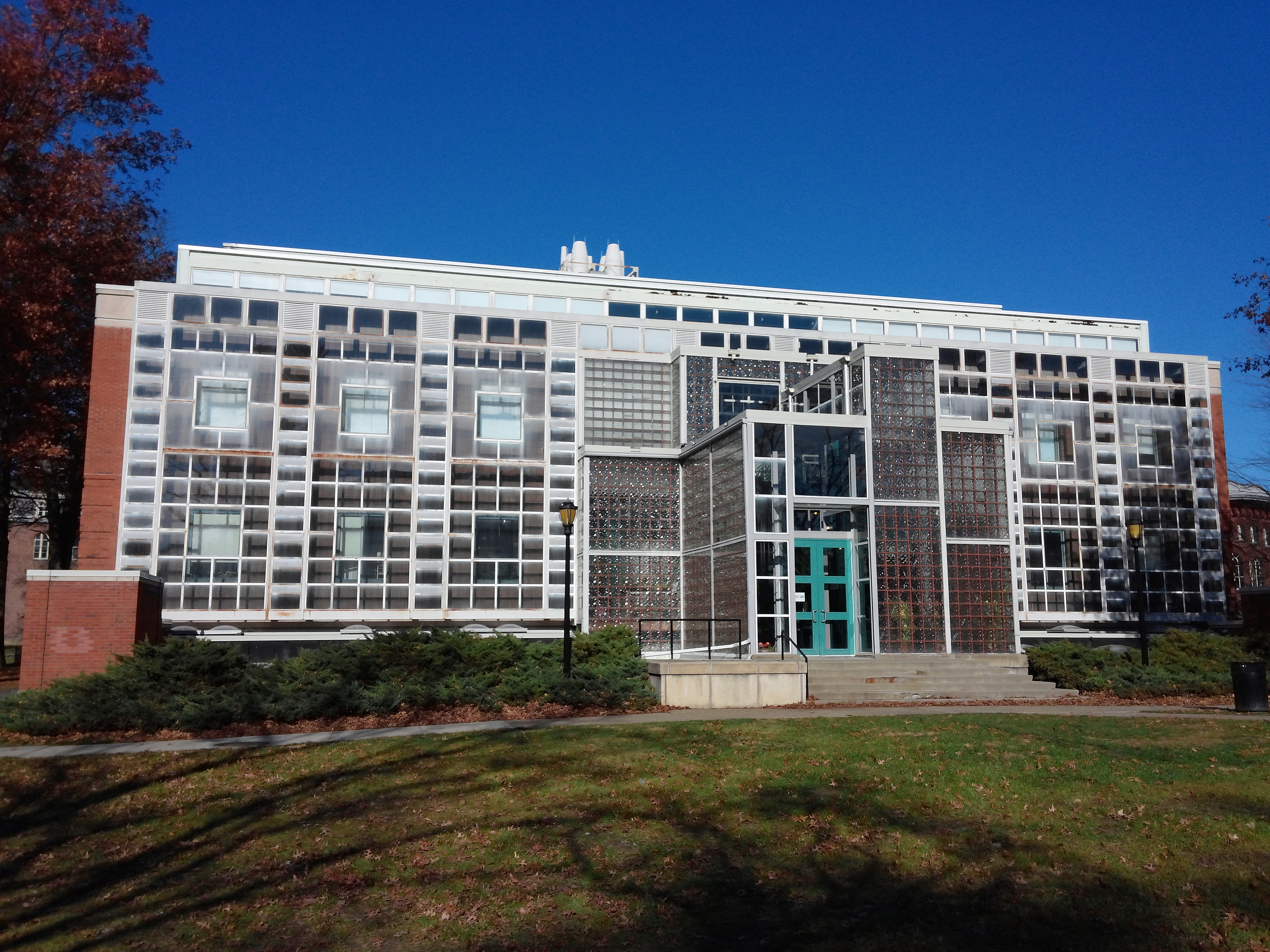
化学楼的南侧与玻璃砖墙

西利·G·穆德化学楼是一座后现代主义建筑。大楼的外墙由石灰石和砖块环绕着玻璃构成，每个砖块厚约4英寸（10），边长约8至12英寸（20至30）之间。砖块与石灰石墙朝向东、西、北，向南的墙则主要由玻璃构成，这是出于环保的角度而设计的。当太阳光线射入玻璃墙时，在大楼内46个通风柜的作用下，空气会流入建筑物内并且被阳光加热，最后被泵出建筑物外。而北面的墙则设计成能够抵挡冷空气。建筑物外墙的材质保温性非常好，这使得在冬天，建筑物可以尽可地保持较温暖的室内温度。
西利·G·穆德化学楼占地约42,000平方英尺（3,900平方），三层楼高。第一与第二层（前者部分处于地下）作实验室用，第三层则有公共与教学用的空间，例如办公室与教室。其余在一楼的办公室可由自然光照明。穆德楼中的楼梯间的设计可以避免学生为了从建筑物的一头到另一头时穿过实验室。然而，迈克尔·J·克罗斯比在1986年《建筑》杂志的报道中也提到：“学生宁可为了抄近路而穿过这栋建筑物，也不愿意绕过它。建筑物中内装与地毯是深蓝色和锈褐色的。”
2007年，普拉特·布亚德·多弗尔·怀特建筑事务所发布了一份报告。该报告评估了许多学院建筑的环境和状态，并发现穆德化学楼是“迄今为止瓦萨学院最有趣、最重要的后现代主义建筑。”《建筑》杂志的评论者认为穆德楼“在各种各样的层面上响应了它所处的环境，却没有因此而牺牲掉自己独特而强大的特性。”在1986年第174卷第3期的《建筑实录》中，玛格丽特·加斯基（Margaret Gaskie）同样赞扬了该大楼在其他建筑中的布局和对于环境的适应：“建筑物的规模与方形区域内其他现有的建筑物产生了共鸣，化学楼的体积虽然更大一些，但是却很好地担任起了‘连接方形区域和校园中央区域之间的通道’这一角色。”她也正面评价了建筑物的美学特点。克罗斯比在《建筑》杂志中的评价中提到了该建筑“劣质的干壁加工痕迹和粗劣的粉刷痕迹”，然而除此之外，他依然赞扬了该建筑物“毫无浮夸痕迹（bare-bones）”并且“富有实用性（nuts and bolts）”的内部装潢，以及它环保的特性。普拉特·布亚德·多弗尔·怀特建筑事务所的报告中提到穆德楼的玻璃幕墙作为一个被动供暖系统“似乎收效甚微”，但是另一方面，这栋建筑物具有富有表现力的后现代派主义特质，这使他成为了一栋“厚重、紧凑、繁忙（strong, compact if busy）的建筑物，这也使得这栋建筑物的设计需要的不仅仅是一点雕虫小技而已（more than a bit of a tour de force）。”1988年，穆德楼因其设计在匹兹堡柯尔宁公司举办的设计竞赛中荣获一等奖。

### 脚注
1. ↑  Google Inc.  (地图). Google Inc. 2014-02-26  [2014-02-26].
2. 1 2  Daniels 1996，第24頁.
3. ↑  Daniels 1996，第92頁.
4. ↑  Daniels 1996，第91頁.
5. 1 2 3  Bhalla, Barbara. . The Evening News. 1984-02-26  [2014-02-26].

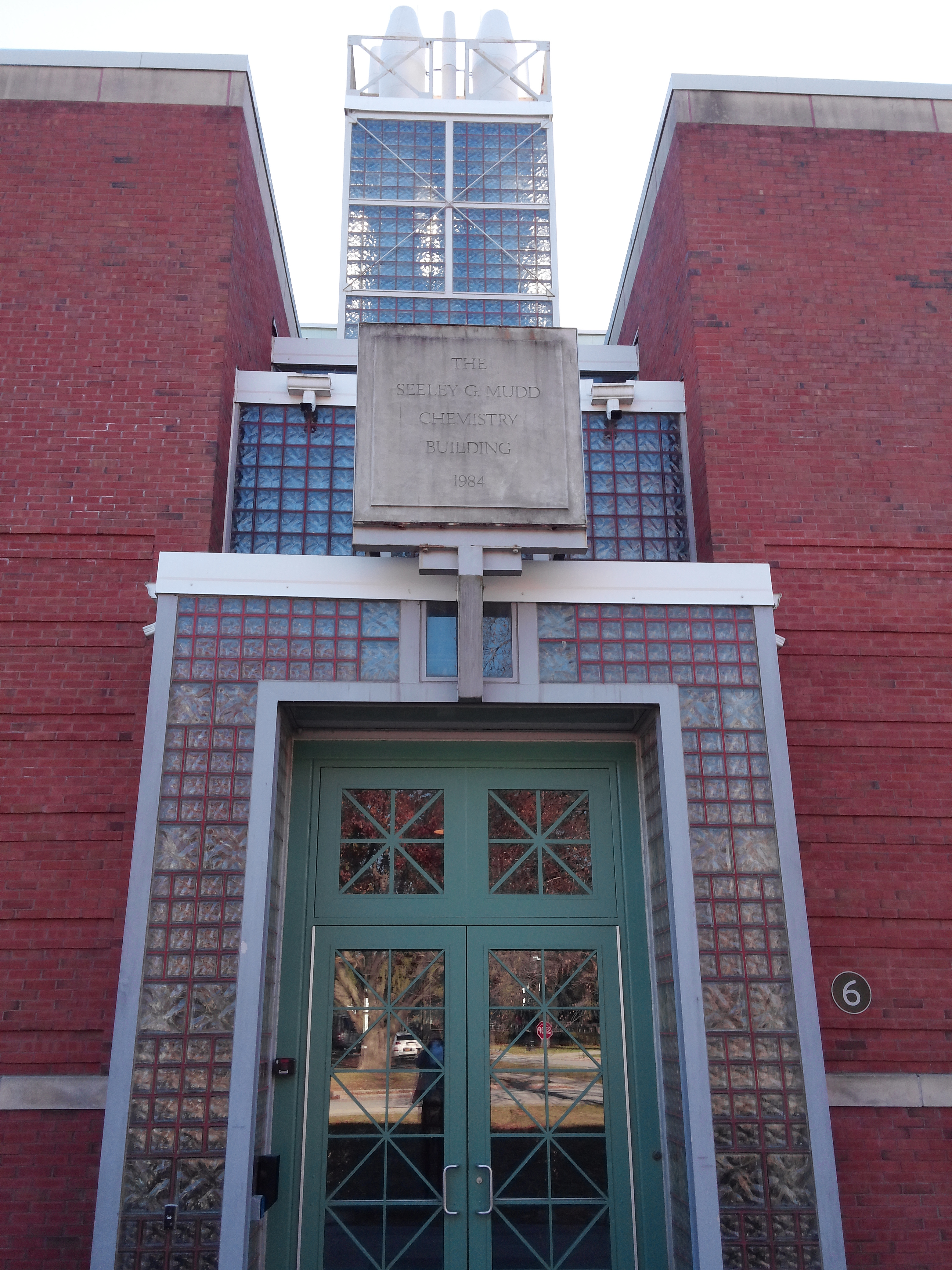
建筑的北入口，穆德的名字突出显示在了顶部

6. 1 2  Shader, Nancy M.; Shannon, Christopher. . Frequently Asked Questions. Seeley G. Mudd Manuscript Library（英语：Seeley G. Mudd Manuscript Library） at Princeton University. 2012-04-24  [2014-02-26]. （原始内容存档于2013-10-01）.
7. ↑  Gaskie 1986，第139頁.
8. 1 2  . The Miscellany News（英语：The Miscellany News）. 1982-10-08  [2014-02-26]. （原始内容存档于2014-11-29）.
9. 1 2  Daniels 1996，第25頁.
10. ↑  Van Lengen & Reilly 2004，第140頁.
11. 1 2 3 4  Van Lengen & Reilly 2004，第141頁.
12. ↑   (PDF) (地图). Poughkeepsie, NY: Vassar College.   [2014-02-26]. （原始内容 (PDF)存档于2015-09-05）.
13. ↑  Daniels 1996，第67頁.
14. ↑  Crosbie 1986，第138頁.
15. 1 2  Gaskie 1986，第137頁.
16. ↑  Daniels 1987，第69–72頁.
17. ↑  Platt, et al. 2007，第31–32頁.
18. ↑  Solis, Marie. . VCLive. The Miscellany News（英语：The Miscellany News）. 2014-10-26  [2014-11-18]. （原始内容存档于2014-11-18）.
19. ↑  . Daniel O'Connell's Sons. The O'Connell Companies.   [2014-11-18]. （原始内容存档于2014-11-18）.
20. ↑  Begemann, Marianne. . Science at Vassar. Vassar College. 2012-10-26  [2014-11-18]. （原始内容存档于2014-11-18）.
21. 1 2  Xu, Clark. . The Miscellany News（英语：The Miscellany News）. 2016-04-27  [2016-04-28]. （原始内容存档于2016-04-28）.
22. 1 2 3 4  Platt, et al. 2007，第28頁.
23. ↑  Platt, et al. 2007，第30頁.
24. ↑  Daniels 1987，第65頁.
25. 1 2 3  Gaskie 1986，第140頁.
26. ↑  Crosbie 1995，第39頁.
27. ↑  Platt, et al. 2007，第31頁.
28. ↑  Gaskie 1986，第142頁.
29. ↑  Gaskie 1986，第144頁.
30. ↑  Crosbie 1986，第135頁.
31. ↑  Project 1989，第111頁.

### 资料
- Crosbie, Michael J. . Architecture（英语：Architecture (magazine)）. May 1986, 75 (5). ISSN 0746-0554.
- Gaskie, Margaret. . Architectural Record（英语：Architectural Record）. March 1986, 174 (3). ISSN 0003-858X.
- . Progressive Architecture（英语：Progressive Architecture）. March 1989, 70 (3). ISSN 0033-0752.
- Crosbie, Michael J. . Gloucester, MA: Rockport Publishers. 1995. ISBN 978-1558351363.
- Daniels, Elizabeth A. . Poughkeepsie, NY: Vassar College. 1987. ISBN 0-916663-01-9.
- Daniels, Elizabeth A. . Poughkeepsie, NY: Vassar College. 1996. ISBN 0-916663-04-3.
- Van Lengen, Karen; Reilly, Lisa. . New York City: Princeton Architectural Press. 2004. ISBN 1-56898-349-2.
- Platt Byard Dovell White Architects.  (PDF). Society for College and University Planning. 2007-06-15  [2014-05-02]. （原始内容 (PDF)存档于2014-05-20）.